# Motormeyer
Motormeyer of MM is een historisch merk van scooters.
In 1953 werd op de RAI een “Nederlandse” 50cc-scooter voorgesteld door de firma Motormeyer. De machine werd als “Volksscooter” gepresenteerd. Mogelijk was het een scooter die door een andere producent gemaakt was. De machine werd ook (of uitsluitend) onder de merknaam MM verkocht.
Voor andere merken met de naam MM, zie MM (Bologna) en MM (Brockton).